# Разинский (Самарская область)
Разинский — населённый пункт (тип: железнодорожный разъезд) в Безенчукском районе Самарской области, посёлок при железнодорожном разъезде Разинский. Входит в состав Городского поселения Осинки.

## География
Находится в юго-западной части области, в лесостепной зоне, в пределах надпойменных террас левобережья Волги, в 5 км к западу от центра городского поселения Осинки. Расположен рядом с полосой отвода железной дороги и товарно-складской базой.
В Разинском одна улица — Железнодорожная.

## Климат
Климат характеризуется как умеренно континентальный засушливый, с жарким сухим летом и холодной малоснежной зимой. Среднегодовое количество осадков составляет 363 мм. Средняя температура января составляет −13,4 °С, июля — +21,4 °С.

## История
Населённый пункт появился при строительстве железной дороги. В селении жили семьи тех, кто обслуживал железнодорожную инфраструктуру разъезда.

## Население
{{Население|Разинский (Самарская область)

## Инфраструктура
Все дома в посёлке 1-2-этажные с приусадебными участками. Посёлок имеет центральные системы тепло-, водо- и электроснабжения, но негазифицирован. Теплоснабжение посёлка осуществляется от котельной ПАО «РЖД». Водоснабжение ведётся из водозаборной скважины, построенной в 1967 году, по водопроводным сетям общей протяжённостью 1,2 км.
Путевое хозяйство. Разъезд действующий, летом на нём останавливаются курортные пассажирские поезда дальнего следования. Также в посёлке есть достаточно крупная база запаса самарских локомотивов. Разъезд находится на тепловозной однопутке Звезда — Пугачёвск, в 20 км от станции Звезда. Платформы на разъезде отсутствуют, грузовые поезда проходят его без остановки.

## Транспорт
Автомобильный и железнодорожный транспорт.